# Gendarmerie fédérale
La Gendarmerie fédérale (Bundesgendarmerie) était une force de sécurité publique en Autriche, datant de 1849. Elle fut royale jusqu'à la création de l'Autriche-Hongrie, devenant alors royale et impériale. Elle connut des subdivisions en Croatie et en Bosnie conquises jusqu'en 1919. 

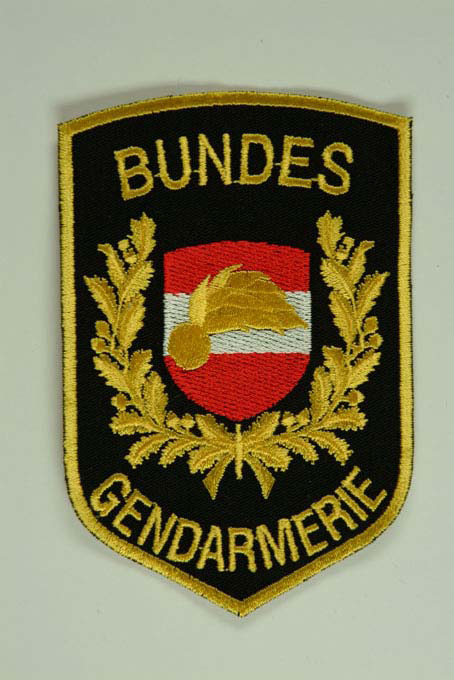
Insigne de la Bundesgendarmerie

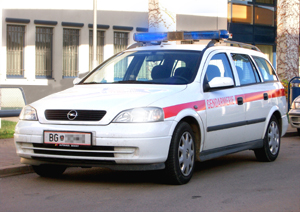
Opel Astra Break de la Bundesgendarmerie

Passée depuis 1918 sous le contrôle exclusif des autorités civiles, elle fut fusionnée en 1938 dans l'Ordnungspolizei pour renaître en 1945. En 1972, elle créa le GEK Cobra. 
Elle est devenue en 2005 partie intégrante de la Police fédérale autrichienne.